# Kościół cmentarny św. Jana Chrzciciela w Sarnowie
Kościół cmentarny św. Jana Chrzciciela – polski rzymskokatolicki kościół, znajdujący się we wsi Sarnów, należący do dekanatu wołczyńskiego.

## Historia
Kościół cmentarny wybudowany został w 1920 roku z inicjatywy i pod kierunkiem ówczesnego proboszcza parafii Świętej Trójcy i Najświętszej MP Różańcowej w Byczynie, księdza Jana Madeję. Wnętrze jego zostało wyposażone w barokowy ołtarz, pochodzący z XVIII wieku. Świątynia jest kościołem filialnym parafii Matki Boskiej Częstochowskiej w Krzywiźnie.
Obiekt wpisany jest do Ewidencji Zabytków Województwa Opolskiego.